# Nhoabe albostrigalis
Nhoabe albostrigalis, vrsta leptira iz porodice Pyralidae. Opisao ga je Saalmüller, 1879.